# Mughamo
Mughamo ist ein Verwaltungsbezirk (englisch Ward) des Distrikts Singida (DC) in der tansanischen Region Singida.

## Geografie
Mughamo ist ein Bezirk im nördlichen Zentralteil von Tansania etwa 20 Kilometer östlich der Regionshauptstadt Singida. Bei der Volkszählung 2022 lebten 9484 Menschen in 2659 Haushalten auf einer Fläche von 66 Quadratkilometern.

### Nachbarbezirke
Der Bezirk grenzt im Südwesten an den Distrikt Singida (MC), im Süden den Distrikt Ikungi und sonst an drei Bezirke des Distrikts Singida (DC):
| Kinyeto  | Kinyagigi                                   |       |
|          | Kompassrose, die auf Nachbargemeinden zeigt | Mgori |
| Unyambwa | Siuyu                                       |       |

## Gliederung
Der Bezirk besteht aus zwei Gemeinden (swahili Mtaa) mit zehn Orten (Kitongoji):
| Msikii - Msikii - Songa - Mwamtinya - Mwamombi | Mughamo - Mughamo - Kinyasatu - Njia Panda - Ndang’ongo - Ng'ongoajuu - Mwandumo |

## Wirtschaft und Infrastruktur
- Aufforstung: In den Jahren 2012 bis 2015 wurden jeweils rund 10.000 bis 15.000 Bäume gepflanzt.[8]
- Tierhaltung: Der Nutztierbestand liegt bei 3600 Rindern, 4400 Ziegen, 1500 Schafen und 10.600 Hühnern (Stand 2016).[8]
- Bildung: Die Mughamo Secondary School ist eine staatliche weiterführende Tagesschule mit einer Ausbildung bis zur 4. Stufe.[9]
- Gesundheit: In Mughamo liegt eine staatliche Apotheke.[10]
- Verkehr: Durch den Bezirk verläuft die asphaltierte Nationalstraße T14 von Singida nach Babati.[11]